# Flydammen
Flydammen är en sjö i Laxå kommun i Västergötland och ingår i Göta älvs huvudavrinningsområde. Sjöns area är 0,05 kvadratkilometer och den är belägen 160 meter över havet.